# 사카모토 스미코

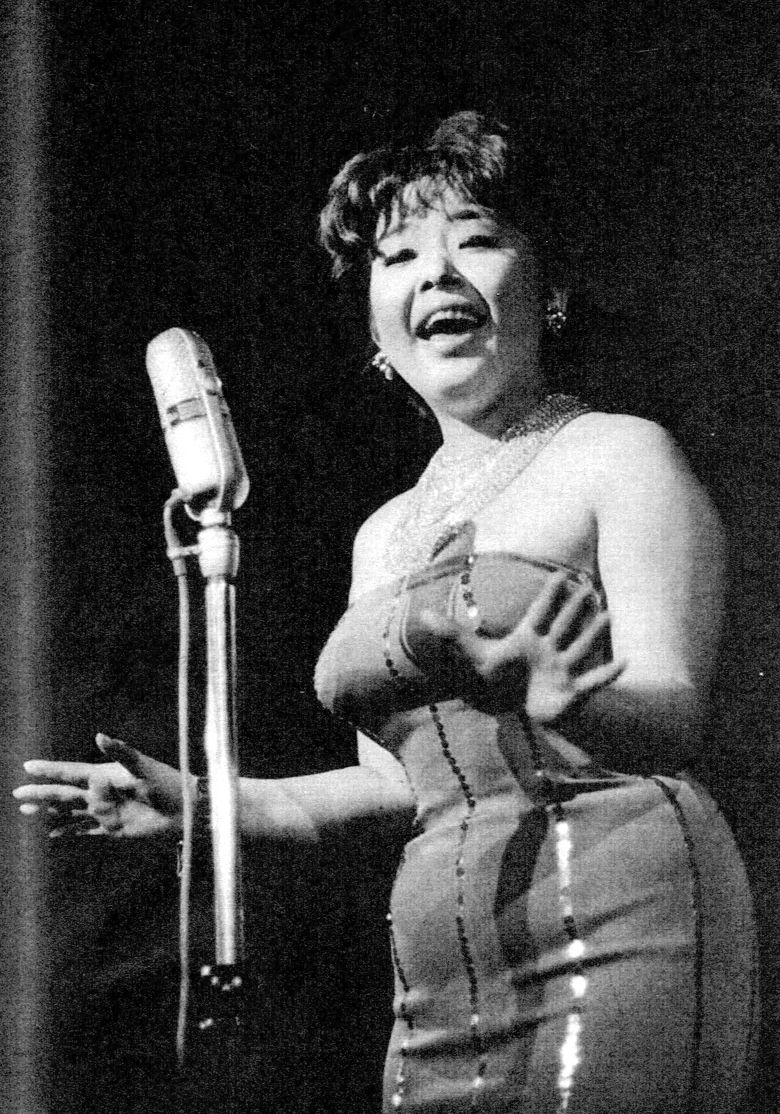

사카모토 스미코(Sumiko Sakamoto, 1936년 1월 1일 ~ 2021년 1월 23일)는 일본의 배우, 가수이다.
히가시스미요시구에서 태어났다.

## 영화
- 매목 (2005년)
- 붉은 다리 아래 따뜻한 물 (2001년)
- 아득히 먼 시대의 계단을 (1995년)
- 나라야마 부시코 (1982년)
- 인류학 입문 (1966년)